# Lockheed Martin X-35
Lockheed Martin X-35 je bil ekspertimentalni stealth lovec, ki ga je razvil Lockheed Martin za razpis "Joint Strike Fighter (JSF)" - lovsko letalo, ki ga bo uporabljalo več rodov vojske. Boeing je za ta razpis razvil lovca Boeing X-32, na koncu so razglasili X-35 kot zmagovalca. Na podlagi X-35 so potem zgradili F-35 Lightning II. 

## Specifikacije (F-35)
Podatki iz Lockheed Martin
Splošne karakteristike
- Posadka: 1
- Dolžina: 50 ft 6 in (15,37 m)
- Razpon kril: 35 ft 0 in (10,65 m)
- Višina: 17 ft 4 in (5,28 m)
- Površina kril: 459,6 ft2 (42,7 m2)
- Teža praznega letala: 26000 lb (11793 kg)
- Naložena teža: 44400 lb (19960 kg)
- Maks. vzletna teža: 60000 lb (27220 kg)
- Pogon letala: 1 × Pratt & Whitney F135 turbofan z dodatnim zgorevanjem, na VTOL verziji je nameščen Rolls-Royce Lift System s 18000 lbf (80 kN) vzgonskega potiska
  - Potisk motorjev (suh): 28000 lbf (128 kN)
  - Potisk motorjev z dodatnim zgorevanjem: 43000 lbf (191 kN)

 Zmogljivost 
- Maks. hitrost: Mach 1,6 (1200 mph, 1930 km/h)
- Doseg: okrog 1200 nmi (okrog 2222 km) z notranjim gorivom
- Hitrost vzpenjanja: 315m/s ()
- Obremenitev kril: 91,4 lb/ft² (446 kg/m²)
- Razmerje potisk/teža: 0,968 s polnim gorivom, 1,22 s 50% goriva